# 銀塔廣場
銀塔廣場（義大利語：Largo di Torre Argentina）是位於羅馬戰神廣場古蹟區的廣場，內有四個在羅馬共和國時期興建的羅馬神殿。

## 歷史

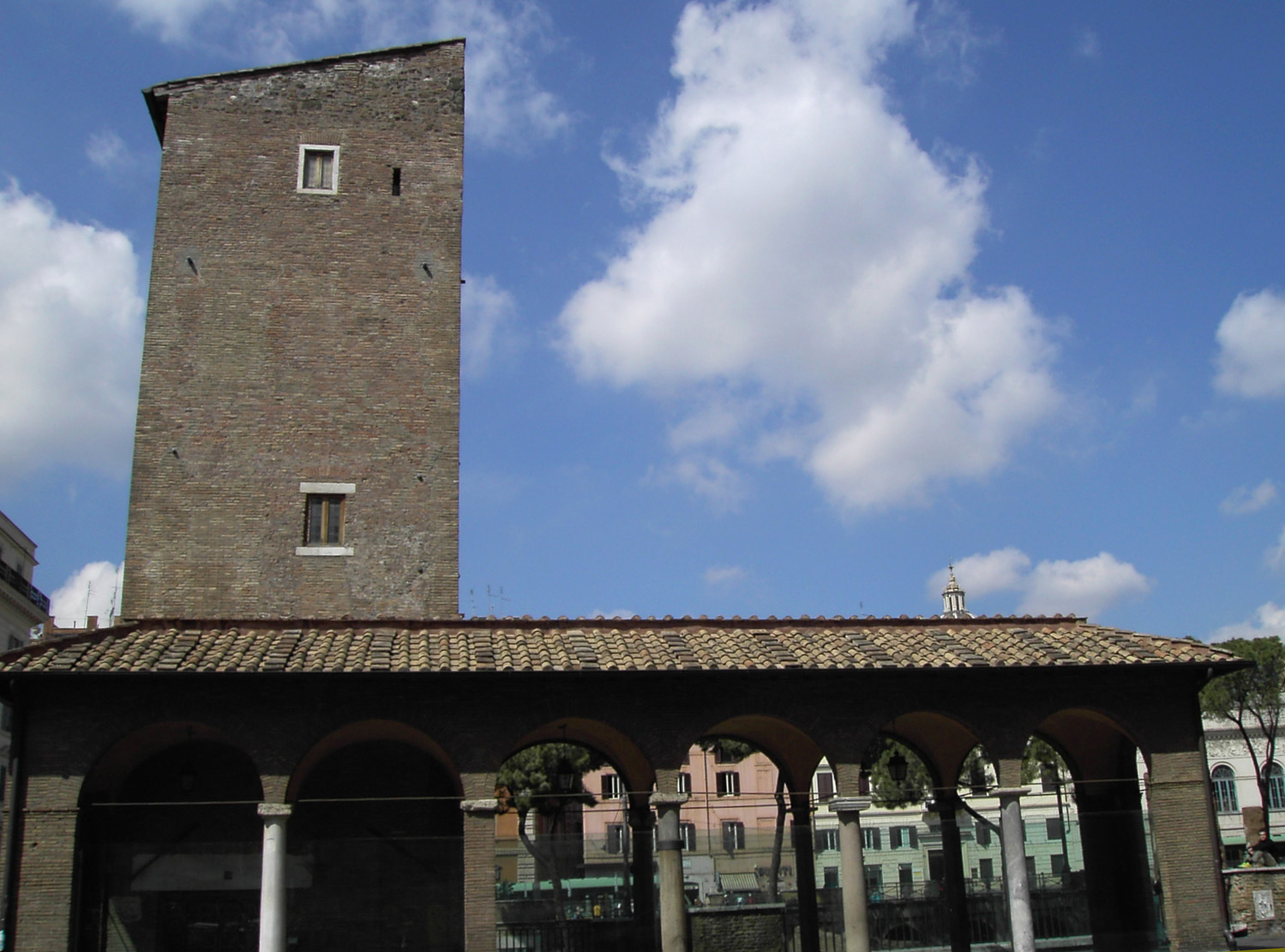
銀塔廣場的小教宗塔

該廣場的名稱“銀塔” (常被誤譯為阿根廷塔)，是根據斯特拉斯堡的拉丁名“銀色堡壘”（Argentoratum）來的，和南美國家阿根廷完全沒有關係。 因為在十五世紀末教宗的禮儀官若望·伯克哈在該區原為龐貝的劇場的位置興建了他的宮殿，稱之為伯克哈宅。當時的宮殿有座塔，而伯克哈是斯特拉斯堡人，因此該區被稱為銀塔。
在1730年後伯克哈宅的一部分被用來興建“銀劇院”。銀塔在19世紀被摧毀，然後部分併在一棟大樓裡，所以只有名稱還留用到現在。在銀塔廣場現今能看到的塔是小教宗塔（Torre del Papito），這塔是中古世紀為僞教宗阿納克萊圖斯二世而興建的，而該僞教宗據說很矮，所以這塔叫做小教宗塔。
在1909年義大利統一後曾有計畫重建羅馬，計畫中包括重建銀塔廣場區，但會保留小教宗塔以及當時位在廣場的一些神殿。在開始施工之後 (其中包括打掉“帢薩里利家族的聖尼古拉教堂”），在廣場發現了巨大的大理石頭像以及手臂，由此考古學家證實這區是羅馬共和時期的祭祀區。
在當時廣場可不可以改成為考古遺跡區還是不能確定，因為改成遺跡區會阻擋了贝尼托·墨索里尼要重整該區變成炫耀他功勞的“銀公會廣場”（Foro Argentina）的計畫。墨索里尼原計畫銀公會廣場要在1929年的四月完工。
重整後的伯克哈宅成為義大利作家及出版家協會（Società Italiana degli Autori ed Editori），以及部分成為國家劇院博物館以及戲劇文學圖書館。

## 祭祀區

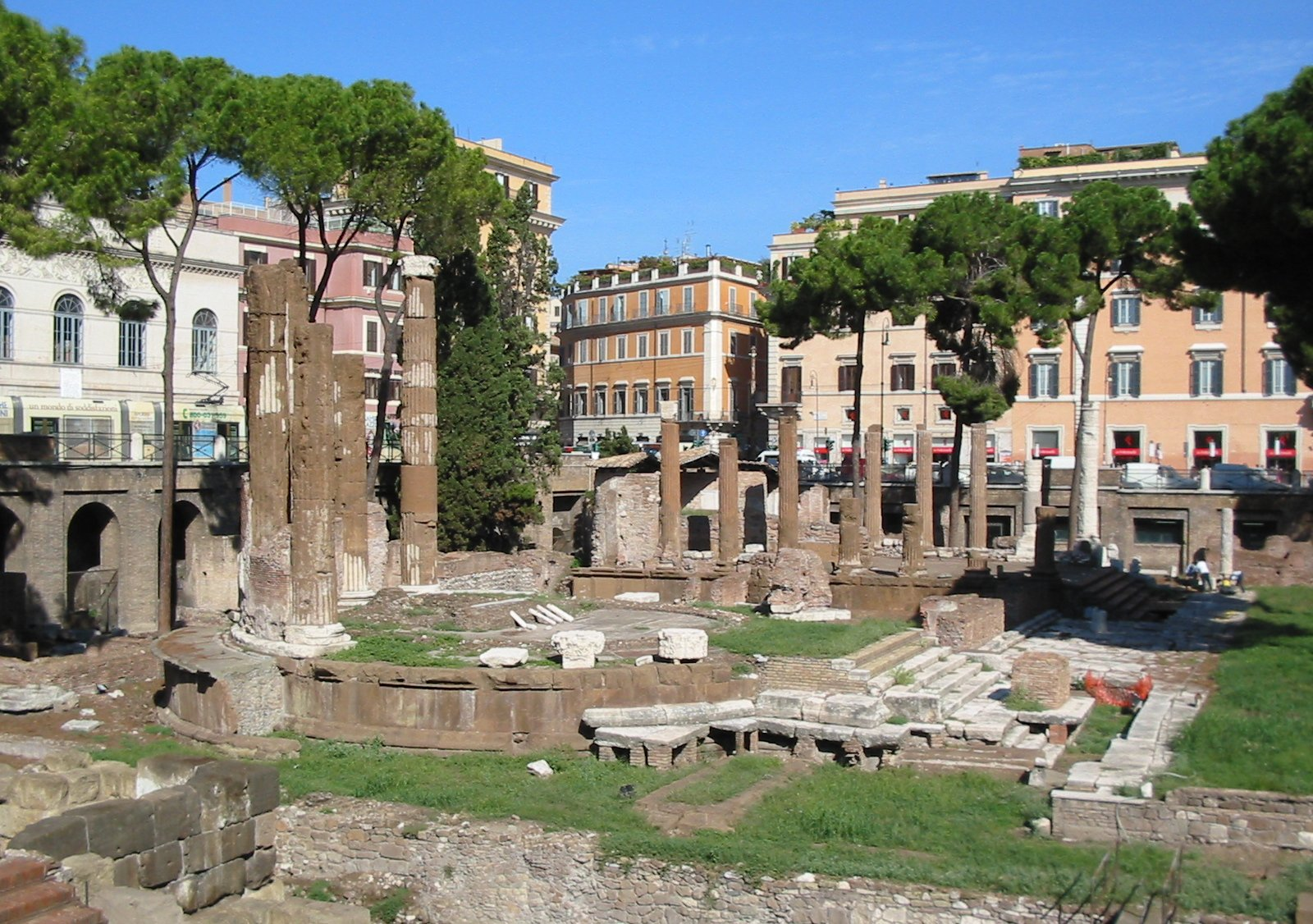
祭祀區

四個神殿的遺跡被用A, B, C, D來稱呼，因為在挖掘當時不確定各個神殿是祭拜哪個神的。這四個神殿都面向一條石板路，這條路是在西元80年大火後重築的。
神殿 A是建於西元前3世纪，在西元前241年為了慶祝羅馬戰勝迦太基興建的。該神殿可能祭拜的是喬圖納 (Giuturna)。在原神殿的位置後來興建了帢薩里利家族的聖尼古拉教堂，該教堂的遺跡還存留到現在。
神殿 B是四個神殿中唯一一個是圓形的神殿，如今還殘留六個圓柱。有人推論說該神殿是在昆塔斯·琉喜阿斯·卡塔拉斯執政時期，為了慶祝在西元101年在皮埃蒙特區韋爾切利戰勝辛布里人而興建的。神殿的名稱是今日的幸運 (Aedes Fortunae Huiusce Diei)，祭祀的是幸運女神。在該位置挖掘的神像殘塊現在存放在卡皮托利尼博物館。現存的殘塊有頭，手以及手臂，因為這些部位是用大理石做的；神像其他部位是用銅做的，所以現今已經侵蝕消失了。
神殿 C是四個神殿中最古老的，興建於西元前4世紀到前3世紀時期，可能祭祀的是管生育及作物豐收的女神費羅尼亞(Feronia)。神殿在西元80年大火之後有整修過，現在可以看到的黑白馬賽克就是整修後留下來的。 
神殿 D是四個神殿中最大的，興建於西元前2世紀，可能祭祀的是保護水手的守護神培瑪里尼 (Permarini)。該神殿只有一部分被挖掘出來，剩餘部份則是在大馬路Via Florida下。

## 其他建築
在廣場上有小教宗塔；廣場旁有1732年興建，現在由羅馬市政府管理的銀劇院。

## 流浪貓中心
在銀塔廣場神殿 D的位置現在有銀塔廣場流浪貓中心。該中心結紮、照顧流浪貓，及幫助流浪貓找新主人。現在銀塔廣場流浪貓中心已經成為觀光景點，許多觀光客到這裡看羅馬貓在古蹟群中遊走的景觀。

## 外接链接
- 伯克哈宅（意大利文）（英文）[永久]
- 銀塔廣場流浪貓中心（意大利文）（英文）（意大利文）（德文）（荷兰文）